# Iemand (lied)
Iemand is een lied van de Nederlandse zanger Ruben Annink. Het werd in 2020 als single uitgebracht en stond in hetzelfde jaar als vijfde track op de ep Overduidelijk vol. I.

## Achtergrond
Iemand is geschreven door Gordon Groothedde en Ruben Moolhuizen en geproduceerd door Groothedde. Het is een lied uit het genre nederpop. Het is een lied dat gaat over hebben van iemand die je kan steunen in moeilijke tijden. Annink schreef het lied na een periode dat hij het zelf lastig had en dankbaar was voor de mensen om hem heen, in het bijzonder zijn vriendin. Het lied werd bij Radio 538 uitgeroepen tot Harde Schijf.

## Hitnoteringen
De zanger had weinig succes met het lied. Er was geen notering in de Single Top 100 en ook de Top 40 werd niet bereikt. Bij laatstgenoemde was er wel de 22e plaats in de Tipparade. 